# Corteno Golgi
Corteno Golgi é uma comuna italiana da região da Lombardia, província de Bréscia, com cerca de 1.991 habitantes. Estende-se por uma área de 82 km², tendo uma densidade populacional de 24 hab/km². Faz fronteira com Aprica (SO), Edolo, Malonno, Paisco Loveno, Sernio (SO), Teglio, Tirano (SO), Villa di Tirano (SO).

## Demografia
| Variação demográfica do município entre 1861 e 2011                               |
|                                                                                   |
| Fonte: Istituto Nazionale di Statistica (ISTAT) - Elaboração gráfica da Wikipedia |

## Personalidades
- Camillo Golgi (1843-1926), Prémio Nobel de Fisiologia ou Medicina de 1906